# Оберн (округ Чіппева, Вісконсин)
Оберн (англ. Auburn) — місто (англ. town) в США, в окрузі Чиппева штату Вісконсин. Населення — 776 осіб (2020).

## Демографія
Згідно з переписом 2010 року, у місті мешкало 697 осіб у 254 домогосподарствах у складі 210 родин. Було 274 помешкання
Расовий склад населення:
| - 97,1 % — білих - 0,4 % — корінних американців - 0,3 % — азіатів - 1,7 % — осіб інших рас |

До двох чи більше рас належало 0,4 %. Частка іспаномовних становила 2,4 % від усіх жителів.
За віковим діапазоном населення розподілялося таким чином: 25,3 % — особи молодші 18 років, 64,4 % — особи у віці 18—64 років, 10,3 % — особи у віці 65 років та старші. Медіана віку мешканця становила 39,5 року. На 100 осіб жіночої статі у місті припадало 106,8 чоловіків;  на 100 жінок у віці від 18 років та старших — 111,8 чоловіків також старших 18 років.
Середній дохід на одне домашнє господарство  становив 76 584 долари США (медіана — 70 341), а середній дохід на одну сім'ю — 78 404 долари (медіана — 71 705). Медіана доходів становила 46 500 доларів для чоловіків та 36 667 доларів для жінок. За межею бідності перебувало 12,9 % осіб, у тому числі 14,5 % дітей у віці до 18 років та 19,4 % осіб у віці 65 років та старших.
Цивільне працевлаштоване населення становило 340 осіб. Основні галузі зайнятості: освіта, охорона здоров'я та соціальна допомога — 20,6 %, сільське господарство, лісництво, риболовля — 13,8 %, виробництво — 12,1 %, роздрібна торгівля — 11,2 %.